# 성진지오텍
성진지오텍(Sungjin Geotec)은 담수 및 발전 설비, 석유 정제 설비, 해양플랜트모듈 등을 제작하는 기업이다. 2010년 6월 1일에 포스코 그룹에 편입되었다. 수주 제작 판매하는 각종 제품들로는 석유화학, 정유, 발전, 담수설비, 제철설비 등의 플랜트에 소요되는 기기와 육상/해상 플랜트용 모듈, 선박의 블록 등이 있다.

## 사업영역
- 플랜트 사업: 화공기기, 담수, HRSG, 철탑, 발전, 원자력 설비
- 모듈사업: Module&Skid, 해양플랜트 Module, 조선 Block

## 연혁
- 2013. 포스코플랜텍과 합병
- 2010. POSCO 그룹사 편입[성진지오텍 지분 40.4% 인수]
- 2009. ASME N Stamp 인증획득, • 4억불 수출탑 수상
- 2004. 중소기업진흥공단 World Class 추진기업 선정
- 2000. 성진지오텍㈜ 상호등록
- 1997. ISO 9001 품질경영 인증획득
- 1991. 본사 확장이전, • ASME 인증획득
- 1989. 성진기계㈜설립, • 서울사무소 개설
- 1984. 성진기계 설립[기계부품가공]
- 1982. 유영기공사 설립